# Oncopodura crassicornis
Oncopodura crassicornis är en urinsektsart som beskrevs av Shoebotham 1911. Oncopodura crassicornis ingår i släktet Oncopodura, och familjen Oncopoduridae. Arten är reproducerande i Sverige.